# 开道站
开道站，位于黑龙江省尚志市鱼池朝鲜族乡开道村，是滨绥铁路沿线车站。距哈尔滨站240公里，绥芬河站308公里。现隶属哈尔滨铁路局牡丹江车务段管辖。